# Muzeul Național al Literaturii Române din Chișinău
Muzeul Național al Literaturii Române din Chișinău a fost creat în toamna anului 1965 sub egida Uniunii Scriitorilor din Moldova. Colecția muzeului constă din peste 230 de mii de piese, printre care cărți, obiecte de artă, documente.

## Istoric
A fost inițial denumit Muzeul Republican de Literatură din RSSM. După deschiderea actualei Case a Scriitorilor de pe strada 31 august 1989, 98 în Chișinău, în cadrul acesteia muzeului i-au revenit mai multe săli de expoziție, un subsol pentru păstrarea fondurilor, birouri pentru personal și o bibliotecă. Pe atunci, muzeul număra 35 angajați, printre care cercetători în trei secții științifice.
În 1983 a primit numele lui Dimitrie Cantemir. În 1990 este desființat ca muzeu și în 1991 devine Centrul Național de Studii Literare și Muzeografie „Mihail Kogălniceanu”. În 1997 a fost redenumit în Muzeul Literaturii Române „Mihail Kogălniceanu”. Prin hotărâre de guvern este transformat în muzeu național începând cu 1 ianuarie 2013, trece astfel din subordinea Uniunii Scriitorilor în cea a Ministerului Culturii, primind în același timp dreptul de a gestiona filiale. În 2015 a fost inaugurată Casa-Muzeu „Grigore Vieru” în satul Pererîta, iar în 2019 trece în subordinea muzeului și Casa-Muzeu „Alexandru Donici” din satul Donici.
În funcția de director al muzeului s-au perindat mai multe personalități literare, printre care Gheorghe Cincilei (1965-1970; 1997-1999), Lev Barschi (1971-1974), Gheorghe Madan (1974-1988), Iurie Colesnic (1991-1995), Valeriu Nazar (1999-2015) și Vasile Malanețchi (2015-2019). Din 10 decembrie 2019 până în prezent, director general al muzeului este scriitoarea, doctor habilitat în filologie Maria Șleahtițchi.
Muzeul nu a fost înființat în baza unor colecții sau fonduri existente. Cele mai multe piese din fondul muzeului au fost acumulate între 1965 și 1991 în urma activităților de cercetare și colectare a manuscriselor, documentelor, cărților rare, periodicelor etc. de către echipa de muzeografi ai instituției. În anul 2019 muzeul număra 147 386 de piese, care includ pe lângă cărți și manuscrise un fond bogat de artă plastică, fotografii, casete audio, înregistrări video etc. Colecția de manuscrise este cea mai numeroasă cu 28 000 de piese, fiind urmată de cea de cărți cu aproximativ 22 000 de volume din sec. XVI-XXI. Cea mai veche carte este o ediție a Beati Dionysii Areopagitae martyris inglyti de Sfântul Dionisie Areopagitul (1572). Pe baza exponatelor muzeului au fost amenajate casele-muzeu „Alexandru Donici”, „Constantin Stamati” și „Alexei Mateevici”. O bună parte a colecțiilor muzeului, însă, a fost nimicită deoarece nu era pe placul organelor comuniste, inclusiv o parte din patrimoniul adunat sub directoratul lui  Gheorghe Cincilei.

## Structura

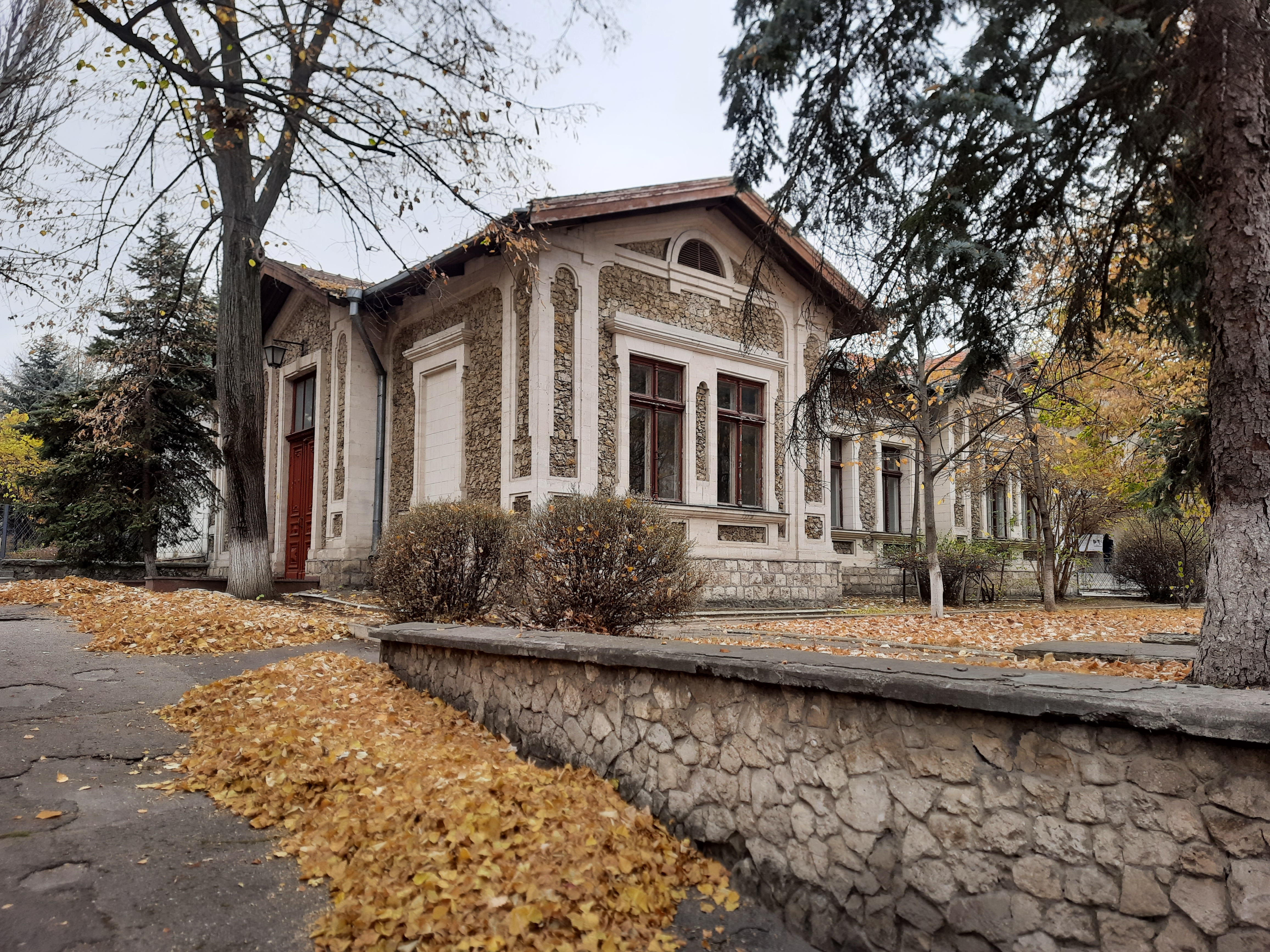
Fragmentul A din Vila Pronin, parte din sediul muzeului.

În urma transformării instituției în muzeu național, aceasta a rămas fără sediu permanent. Până la obținerea unuia, aceasta închiria încăperi prin comodat în sediul Uniunii Scriitorilor de pe strada 31 August 1989, nr. 98, Chișinău, iar fondurile erau păstrate în subsolul clădirii. În 2021, Muzeul Național de Literatură s-a mutat în propriul sediu, aflat pe strada Alexei Mateevici , nr.79 din Chișinău, care include două fragmente din fostul Palat al reginei Serbiei, Vilă Pronin și clădirea de alături, în care se găsește Sala de expoziții nr. 1.
Original, Vila Pronin reprezenta un ansamblu de clădiri, dintre care cea mai importantă era un conac/palat, denumit Palatul Pronin. Acesta din urmă a fost grav afectat de cutremurul din 1940 și de cel de-Al Doilea Război Mondial, fiind demolat ulterior, în perioada sovietică. Clădirile rămase au servit drept cantină a Consiliului de Miniștri al RSSM și apoi a Cancelariei de Stat a Republicii Moldova, înainte ca să devină sediul Muzeului Național de Literatură „Mihail Kogălniceanu”. Actualmente, muzeul organizează expoziții temporare în Sala de expoziții nr. 1 (blocul B), în vila urbană, monument de arhitectură de nivel național (blocul A, „Sala galbenă”, „Sala roz”, „Sala verde”), numită mai nou și Casa cu tei a Fundațiilor Regale.

### Filiale
- Casa-muzeu „Alexandru Donici”, satul Donici (casa-mare, cabinetul de lucru, două săli de expoziție). Înființată în 1977.
- Casa-muzeu „Constantin Stamati”, satul Ocnița (conacul-muzeu cu o cameră a șapte scriitori, biroul, și o cameră în memoria urmașilor lui Constantin Stamati; bustul și teiul vechi). Înființată în 1988.
- Casa-muzeu „Grigore Vieru”, satul Pererîta. Înființată în 2015.

## Colecție
Patrimoniul muzeului este organizat în 13 fonduri:
1. Carte. 20 000 de cărți laice și religioase. În afară de ediția din 1572 a lucrării lui Dionisie Areopagitul, alte cărți vechi notabile: Evanghelie ucitelinoe, tipărită sub îndrumarea mitropolitului Petru Movilă în 1637 la Lavra Pecerska din Kiev; Antologhionul ce să zice floarea cuvintelor, Iași 1755; Kazanie, Râmnic, 1781‑1782 (reproduce aproape integral textul Kazaniei lui Varlaam de la 1643); Istoria Imperiului Otoman de Dimitrie Cantemir, în limba germană, Hamburg, 1745; Istoria Valahiei, a Moldovei și a Valahilor Transdanubieni de Mihail Kogălniceanu, în limba franceză, Berlin, 1837; Fabule de Alexandru Donici, Iași, 1840.
2. Manuscrise. În număr de 28 000. Majoritatea sunt manuscrise ale autorilor contemporani, cum ar fi Nicolai Costenco, George Meniuc, Liviu Deleanu, Vladimir Beșleagă, Grigore Vieru, Anatol Ciocanu, Gheorghe Vodă, Petru Zadnipru, Dumitru Matcovschi, Mihai Cimpoi, Nicolae Dabija, Arcadie Suceveanu ș.a. Sunt și manuscrise mai vechi, în special o variantă incompletă a romanului popular Varlaam și Ioasaf din sec. al XVIII-lea și carnetul cu versuri de la Mărășești din 1917 al lui Alexei Mateevici, în care se găsește și poemul Limba noastră.
3. Periodice. În număr de 20 000 de unități. Printre acestea se găsesc numere ale publicațiilor Magazin istoric pentru Dacia (din 1845), Columna lui Traian (din 1870), Gazeta Bucovinei (1892), Viața Românească (din 1906) etc. Majoritatea colecției sunt însă publicații postbelice.
4. Arte plastice. 2 000 piese. În special picturi cu temă literară de Aurel David, Igor Vieru, Mihai Grecu, Valentina Rusu-Ciobanu, Filimon Hămuraru etc., predominând portretele personalităților literare. În fond sunt incluse și tapiserii, sculpturi, șarje, ilustrații.
5. Fotografii. 12 000 fotografii, în special ale scriitorilor din RSSM/Republica Moldova.
6. Filme/microfilme – în total 3179 unități împreună cu fondul de fotocopii/xerocopii.
7. Fotocopii/xerocopii.
8. Imprimări video/audio – 733 unități.
9. Albume/cărți poștale – 1 400 piese.
10. Afișe/programe/invitații – 3 000 unități.
11. Numismatică – 473 piese.
12. Artă populară – 453 piese.
13. Obiecte/documente – 2 000 obiecte.

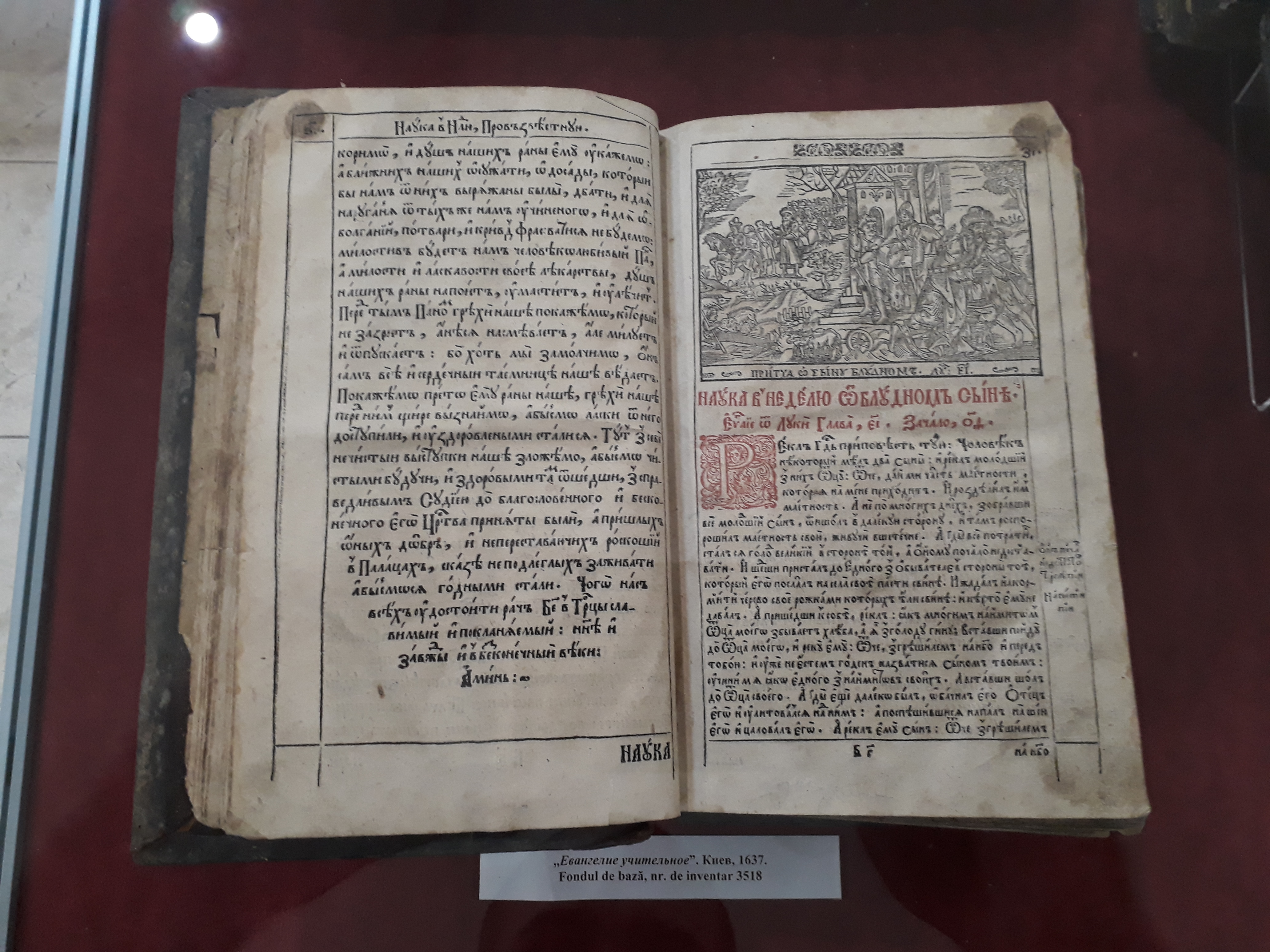
Carte veche din fondul muzeului: Evanghelie ucitelinoe, Kiev, 1637.
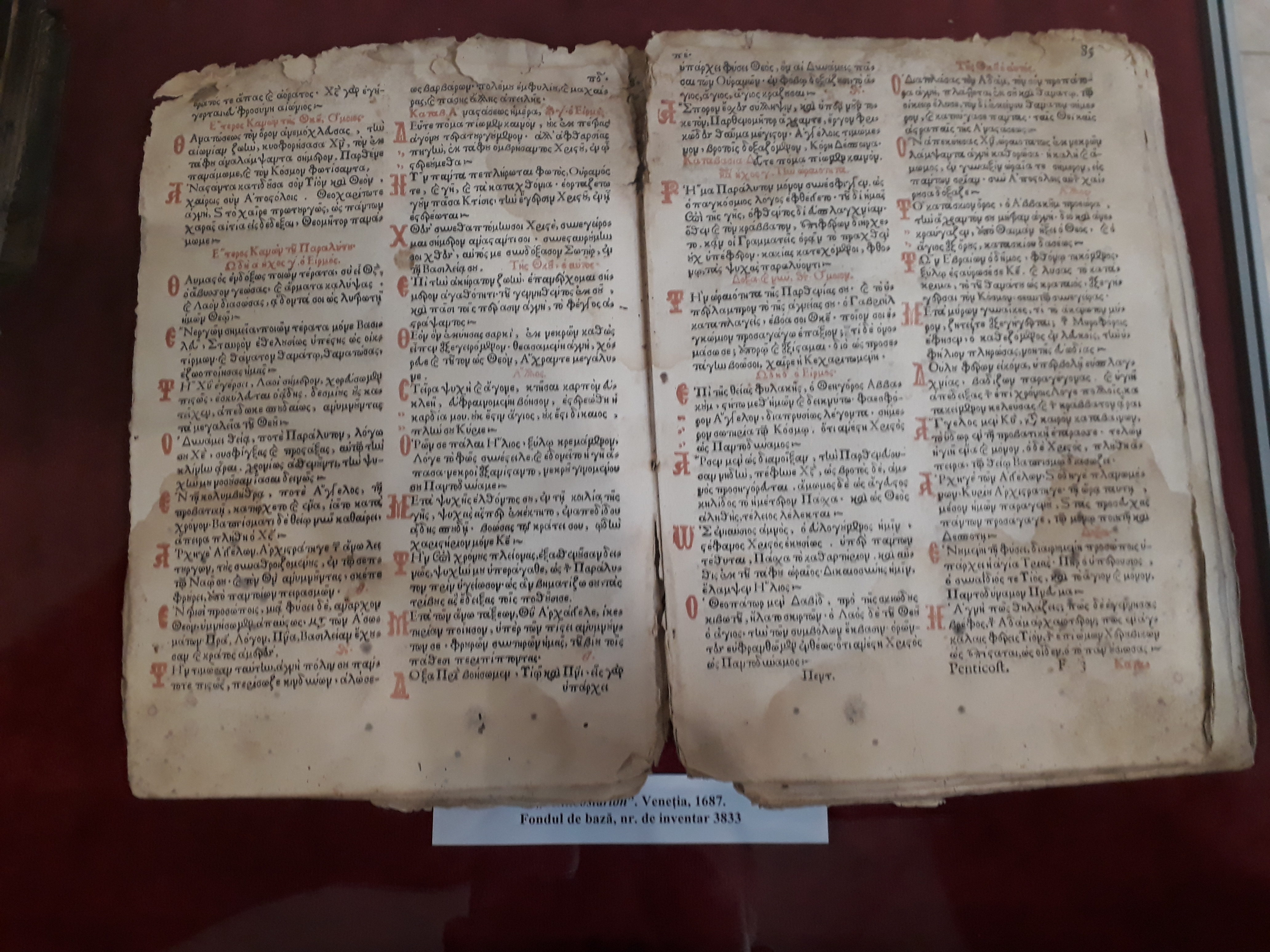
Carte veche din fondul muzeului: Penticostarion, Veneția, 1687.
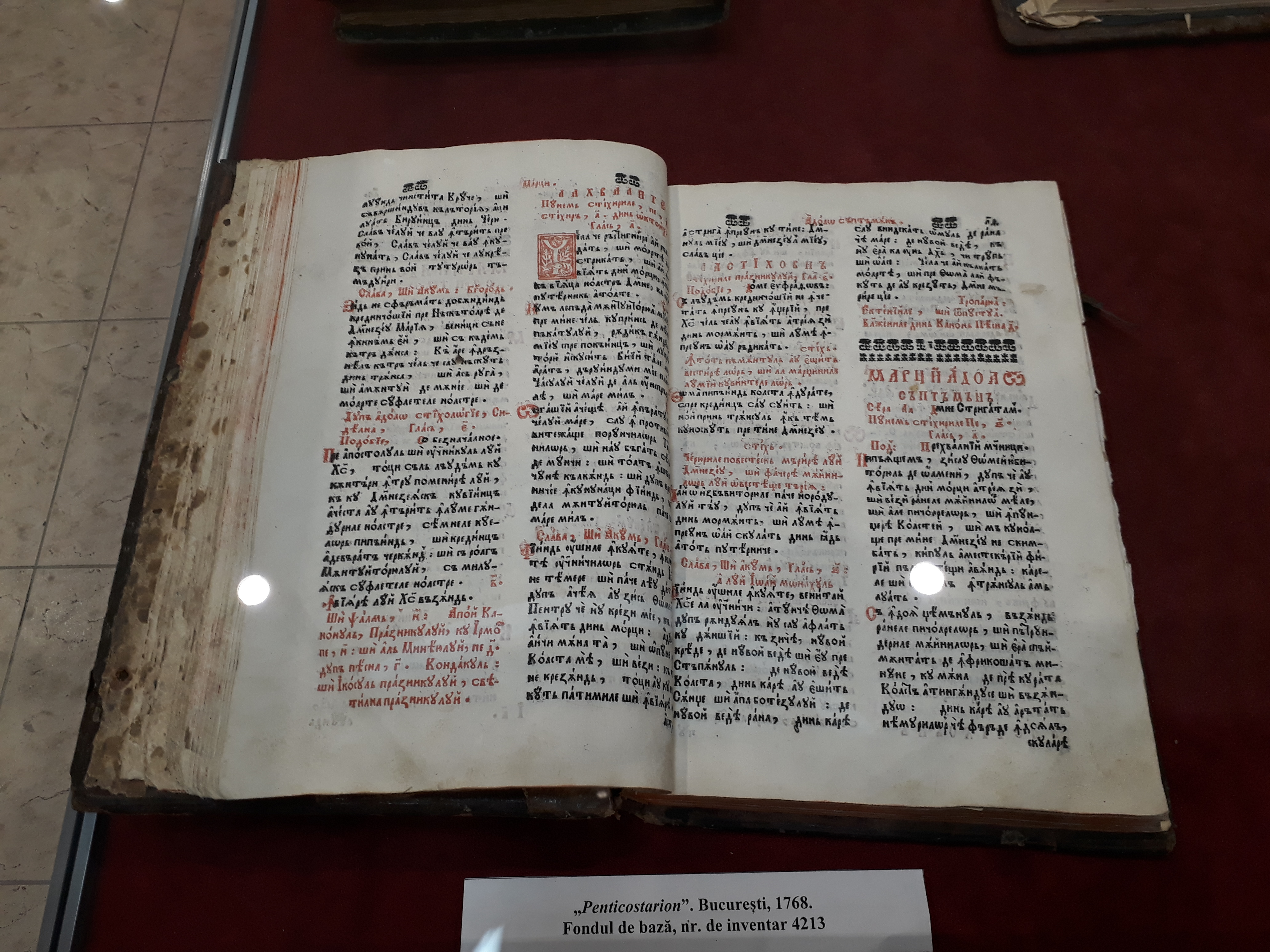
Carte veche din fondul muzeului: Penticostarion, București, 1768.
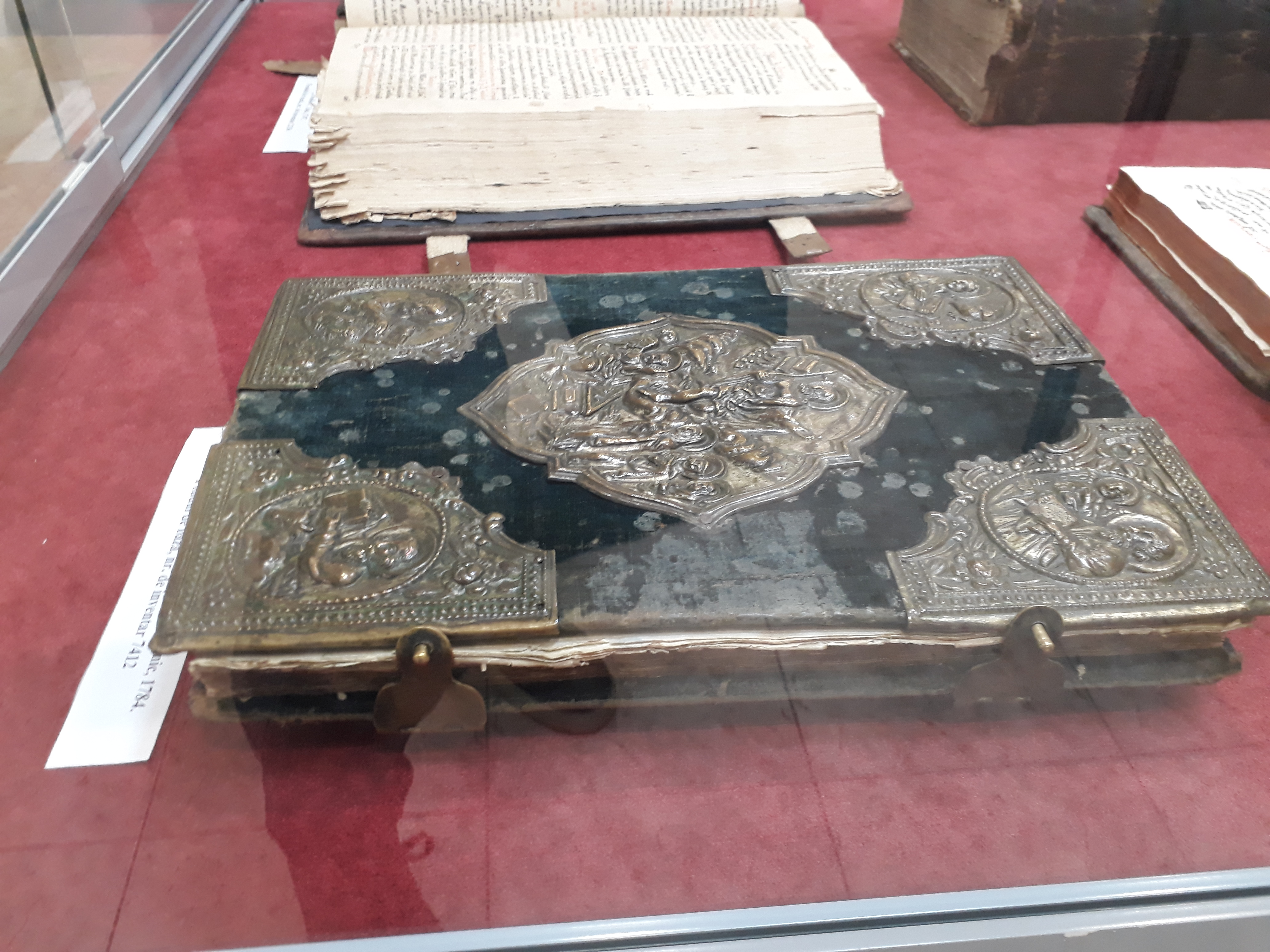
Carte veche din fondul muzeului: Evanghelie, Râmnic, 1784.

## Expoziții

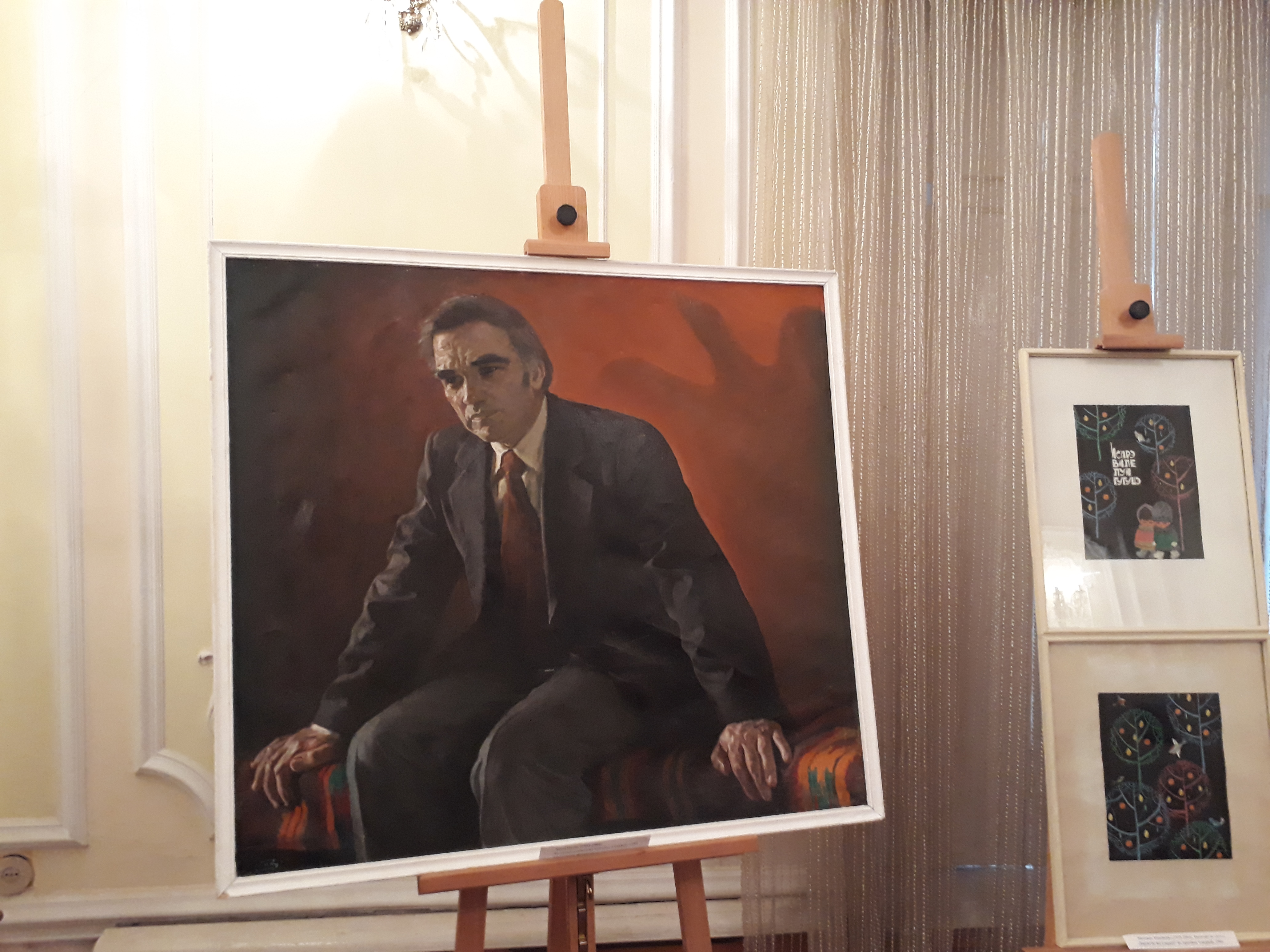
Expoziție temporară dedicată lui Spiridon Vangheli în fragmentul B al Vilei Pronin.

În prezent, Muzeul Național de Literatură „Mihail Kogălniceanu” nu are o expoziție permanentă și programul include doar expoziții temporare. Expozițiile temporare organizate sunt de obicei tematice, dedicate anumitor personalități literare de la est de Prut sau pentru comemorarea unor evenimente. Predomină expozițiile aniversare cu durata de cel mult 1-5 luni. Câteva exemple de asemenea expoziții temporare:
- „Povestea vulturului”, consacrată centenarului scriitorului Nicolai Costenco, 2013.
- Paul Goma la 80 de ani. De la Mana – la Paris: arta refugii, 2015.
- Nicolae Romanenco – 110 ani de la naștere, 2016.
- Mihai Cimpoi: drumul spre centru al literelor basarabene, 75 ani de la naștere, 2017.
- Mihai Eminescu în grafica mondială, 2017.
- Alecu Russo – ostaș al propășirii. 200 de ani de la naștere, 2019.
- Vasile Șoimaru – un om al faptelor. 70 ani de la naștere, 2019.
- Valentin Mândâcanu – un ostaș neînfricat al Limbii Române, la 90 ani de la naștere, 2020.
- Centenar. Andrei Ciurunga, poetul temnițelor comuniste, 2020.

Pe site-ul oficial este disponibilă și o expoziție virtuală online dedicată operei artistice a Valentinei Rusu-Ciobanu.